# Réserve nationale de faune de Pope
La réserve nationale de faune de Pope (anglais : Pope National Wildlife Area) est une réserve nationale de faune du Canada située à Hamiota au Manitoba. Cette aire protégée de 29 ha a été créée en 1978 pour fournir un habitat de production pour les oiseaux migrateurs. Elle est administrée par le Service canadien de la faune.